# Ніл Мак-Донаф
Ніл Мак-Донаф (англ. Neal McDonough; нар. 13 лютого 1966) — американський актор.

## Життєпис
Народився 13 лютого 1966 року в Дорчестері, штат Массачусетс в США, у сім'ї римсько-католицьких ірландських емігрантів Кетрін і Френка. 
Навчався в школі містечка Барнстейбл, де почав грати на сцені. Навчався в Сіракузькому університеті та Лондонській академії музичних і драматичних мистецтв. Незабаром, після закінчення навчання, він вже працював у професійному театрі, у 1991 році йому навіть дали премію Dramalogue Award, як найкращому актору за роль в постановці «Away Alone».

## Кар'єра
Першою роллю у кіно став епізод у фільмі «Людина темряви» (1990), потім знімався на телебаченні.
Першими найбільш значущі ролі зіграв у фільмах «Янголи на краю поля» (1994) і «Зоряний шлях: Перший контакт» (1996). У 2000-х знімається у таких фільмах, як «Особлива думка», «Широко крокуючи», «Рятівник», «Прапори наших батьків», «88 хвилин», «Зрадник», «Вуличний боєць: Легенда про Чунь-Лі». Одна з найуспішніших робіт актора — екранізація коміксу про супергероя Капітана Америка «Перший месник», де він виконує роль Дум-Дум Дугана.

## Особисте життя
З 1 грудня 2003 року одружений з Руве Робертсон, у них п'ятеро дітей: Морган Патрік (2005), Кетрін Меггі (2007), Лондон Джейн (2010) Кловер Елізабет (2011) і Джеймс Гамільтон (2014).

## Фільмографія
| Рік       |     | Українська назва                           | Оригінальна назва                              | Роль                                |
| --------- | --- | ------------------------------------------ | ---------------------------------------------- | ----------------------------------- |
| 1990      | ф   | Людина темряви                             | Darkman                                        | докер                               |
| 1991      | с   | Чайна-Біч                                  | China Beach                                    | Ларч                                |
| 1991      | с   | Квантовий стрибок                          | Quantum Leap                                   | Чакі                                |
| 1992      | тф  | Жорстокі сумніви                           | Cruel Doubt                                    | Ніл Гендерсон                       |
| 1993      | тф  | Джек Рід: Знак пошани                      | Jack Reed: Badge of Honor                      |                                     |
| 1993      | с   | Місце Джека                                | Jack's Place                                   | Деніел О'Браєн                      |
| 1993      | мс  | Легенда про принца Валіанта                | The Legend of Prince Valiant                   | шпигун / король Араміс              |
| 1994      | мс  | Дакмен                                     | Duckman: Private Dick/Family Man               |                                     |
| 1994      | мс  | Справжні монстри                           | Aaahh!!! Real Monsters                         | монстр                              |
| 1994      | ф   | Янголи на краю поля                        | Angels in the Outfield                         | Віт Бас                             |
| 1995      | мс  | Залізна людина                             | Iron Man                                       | Файрбренд                           |
| 1995      | с   | Сібілл                                     | Cybill                                         | Кевін Бландерс                      |
| 1995      | с   | Віртуальна реальність                      | VR.5                                           | Ленс Джексон                        |
| 1995      | с   | Військово-юридична служба                  | JAG                                            | лейтенант Джей Вільямс              |
| 1995      | с   | Клієнт                                     | The Client                                     | Гарріс Бінгем                       |
| 1995      | ф   | Три бажання                                | Three Wishes                                   | поліціянт                           |
| 1996      | ф   | Такий собі крутий недолюдок                | One Tough Bastard                              | агент Ворд                          |
| 1996      | ф   | Зоряний шлях: Перший контакт               | Star Trek: First Contact                       | лейтенант Хоук                      |
| 1996      | с   | Мерфі Браун                                | Murphy Brown                                   | Клайв Вокер                         |
| 1996      | с   | Поліція Нью-Йорка                          | NYPD Blue                                      | Джеррі Селнесс                      |
| 1996      | с   | Одне вбивство                              | Murder One                                     | Кайл Руні                           |
| 1996—1997 | с   | Неймовірний Халк                           | The Incredible Hulk                            | Брюс Баннер                         |
| 1997      | тф  | Вторгнення                                 | Invasion                                       | Ренді Норт                          |
| 1998      | тф  | Грейс і Глорія                             | Grace & Glorie                                 | Девід Грінвуд                       |
| 1998      | с   | Діагноз: убивство                          | Diagnosis Murder                               | Орсс Кенін                          |
| 1999      | ф   | Людожер                                    | Ravenous                                       | рядовий Рейч                        |
| 1999      | тф  | Ферма повітряних кульок                    | Balloon Farm                                   | шериф                               |
| 1999      | с   | Журнал мод                                 | Just Shoot Me!                                 | Крейг                               |
| 1999      | с   | Профайлер                                  | Profiler                                       | Кріс Ленгстон                       |
| 2000      | с   | Китайський городовий                       | Martial Law                                    | Кайл Строуд                         |
| 2001      | с   | Брати по зброї                             | Band of Brothers                               | перший лейтенант Лінн «Бак» Комптон |
| 2001      | с   | Під прикриттям                             | UC: Undercover                                 | Едді Лоусон                         |
| 2002      | с   | Цілком таємно                              | The X Files                                    | Роберт Комер                        |
| 2002—2003 | с   | Бумтаун                                    | Boomtown                                       | Девід Макнорріс                     |
| 2002      | ф   | Особлива думка                             | Minority Report                                | Флетчер                             |
| 2003      | ф   | У пастці часу                              | Timeline                                       | Френк Гордон                        |
| 2004      | ф   | Широко крокуючи                            | Walking Tall                                   | Джей Гамільтон                      |
| 2004—2005 | с   | Медичне розслідування                      | Medical Investigation                          | доктор Стівен Коннор                |
| 2005      | с   | Третя зміна                                | Third Watch                                    | доктор Стівен Коннор                |
| 2005      | вг  | The Incredible Hulk: Ultimate Destruction  | The Incredible Hulk: Ultimate Destruction      | Брюс Баннер                         |
| 2005      | док | Подорож на Місяць 3D                       | Magnificent Desolation: Walking on the Moon 3D | командир                            |
| 2006      | ф   | Рятівник                                   | The Guardian                                   | Джек Скіннер                        |
| 2006      | ф   | Востаннє                                   | The Last Time                                  | Гарлі                               |
| 2006      | ф   | Прапори наших батьків                      | Flags of Our Fathers                           | капітан Северанс                    |
| 2007      | ф   | Попутник                                   | The Hitcher                                    | лейтенант Естерідж                  |
| 2007      | ф   | 88 хвилин                                  | 88 Minutes                                     | Джон Фостер                         |
| 2007      | ф   | Машина                                     | Machine                                        | Форд                                |
| 2007      | с   | Втікачі                                    | Traveler                                       | різні ролі                          |
| 2008—2009 | с   | Відчайдушні домогосподарки                 | Desperate Housewives                           | Дейв Вільямс                        |
| 2009      | ф   | Вуличний боєць: Легенда про Чунь-Лі        | Street Fighter: The Legend of Chun-Li          | Байсон / Вега                       |
| 2009      | вг  | Rogue Warrior                              | Rogue Warrior                                  | адмірал Пейтон                      |
| 2010      | с   | Тер'єри                                    | Terriers                                       | Том Катшоу                          |
| 2011      | с   | Закон і порядок: Злочинний намір           | Law & Order: Criminal Intent                   | Мактіл                              |
| 2011      | ф   | Перший месник                              | Captain America: The First Avenger             | Тімоті «Дум Дум» Дуган              |
| 2011      | вг  | Captain America: Super Soldier             | Captain America: Super Soldier                 | Тімоті «Дум Дум» Дуган              |
| 2012      | с   | Правосуддя                                 | Justified                                      | Роберт Кварлес                      |
| 2012      | с   | Сприйняття                                 | Perception                                     | Фредерік Джеймс Дефо                |
| 2012      | с   | Місце злочину: Нью-Йорк                    | CSI: NY                                        | Грант Гамільтон                     |
| 2013      | с   | CSI: Місце злочину                         | CSI: Crime Scene Investigation                 | Томмі Барнс                         |
| 2013      | вг  | Injustice: Gods Among Us                   | Injustice: Gods Among Us                       | Флеш Найтвінґ                       |
| 2013      | ф   | Ред 2                                      | Red 2                                          | Джек Нортон                         |
| 2013      | с   | Місто гангстерів                           | Mob City                                       | Вільям Паркер                       |
| 2014      | с   | Агенти Щ.И.Т.                              | Agents of S.H.I.E.L.D.                         | Дум Дум Дуган                       |
| 2014—2015 | с   | Форс-мажори                                | Suits                                          | Шон Каілл                           |
| 2014      | ф   | Перехресний вогонь                         | Bad Country                                    | Кірсі                               |
| 2015      | с   | Суспільна мораль                           | Public Morals                                  | Расті Паттон                        |
| 2015      | с   | Агент Картер                               | Agent Carter                                   | Дум Дум Дуган                       |
| 2015      | ф   | Товстун проти всіх                         | Paul Blart: Mall Cop 2                         | Вінсент                             |
| 2015      | с   | Флеш                                       | The Flash                                      | Деміен Дарк                         |
| 2015—2016 | с   | Стріла                                     | Arrow                                          | Деміен Дарк                         |
| 2016—2020 | с   | Легенди завтрашнього дня                   | Legends of Tomorrow                            | Деміен Дарк                         |
| 2017      | ф   | 1922                                       | 1922                                           | Гарлан Коттері                      |
| 2018      | ф   |                                            | Proud Mary                                     | Волтер                              |
| 2018      | ф   |                                            | Game Over, Man!                                | Конрад                              |
| 2019—2020 | с   | Проєкт «Синя книга»                        | Project Blue Book                              | Джеймс Гардінґ, генерал ВПС США     |
| 2019      | с   | Єллоустоун                                 | Yellowstone                                    | Мальком Бек                         |
| 2020      | с   | Зінакшений вуглець                         | Altered Carbon                                 | Конрад Харлан                       |
| 2020      | ф   | Їжак Сонік                                 | Sonic the Hedgehog                             | майор Беннінґтон                    |
| 2020      | с   | Сотня                                      | The 100                                        | Андерс                              |
| 2020      | ф   | Четвертий                                  | Monsters of Man                                | майор Грин                          |
| 2021      | мс  | Що як…?                                    | What If...?                                    | Дум Дум Дуган                       |
| 2021      | с   | Американська історія жаху: Подвійний сеанс | American Horror Story: Double Feature          | Дуайт Ейзенхауер                    |
| 2021      | ф   | Оселя зла: Ласкаво просимо у Раккун-Сіті   | Resident Evil: Welcome to Raccoon City         | Вільям Біркін                       |
| 2021      | ф   | Апекс: Смертельний квест                   | Apex                                           | Самюель Рейнсфорд                   |
| 2022      | ф   |                                            | There Are No Saints                            | Вінсент                             |
| 2022      | ф   |                                            | Boon                                           | Бун                                 |
| 2024      | ф   | Гомстед                                    | Homestead                                      | Йен Росс                            |